# Haus Milly
Das Haus Milly (auch Mili oder Milliaco) war ein ursprünglich aus der Picardie stammendes Adelsgeschlecht, dass zur Zeit der Kreuzzüge im Königreich Jerusalem einige Bedeutung erlangte.
Inwieweit der aus der Auvergne stammende Großmeister des Johanniterordens Jacques de Milly († 17. August 1461) mit dem Haus Milly verwandt ist, ist unklar.

## Stammliste des Hauses Milly
1. Guido von Milly († 1126), ⚭ vor 1115 I) Elisabeth, ⚭ um 1120 II) Stephanie, geschiedene Witwe des Balduin II., Herr von Ramla, Bruder des Pagan von Nablus
  1. I) Guido der Franzose, 1164 Seneschall von Jerusalem
  2. II) Philipp von Milly (* um 1120; † 1171), Herr von Nablus, Herr Oultrejordain, Großmeister der Templerordens, ⚭ Isabella
    1. Rainer von Milly (* vor 1140; † nach 1178), ⚭ Stephanie
    2. Helena von Milly († vor November 1168), ⚭ Walter III. Brisebarre († nach 1179), Herr von Beirut
    3. Stephanie von Milly († um 1197) Herrin von Oultrejordain, ⚭ I) 1163 Humfried III. von Toron († 1173), ⚭ II) 1173 Miles von Plancy († 1174), ⚭ III) 1176 Rainald von Chatillon († 1187)

  3. II) Heinrich von Milly († nach 1164), ⚭ Agnes Garnier, Tochter des Eustach II., Graf von Sidon
    1. Helvis, ⚭ Adam III. († vor 1180), Herr von Bethsan;
    2. Stephanie von Milly († um 1197), ⚭ I) Wilhelm Dorel († 1174), Herr von Batrun, ⚭ II) Hugo III. Embriaco († 1196), Herr von Gibelet
    3. Agnes von Milly, ⚭ Joscelin III. von Courtenay;
    4. Sibylle, ⚭ Eustach le Petit.
2. Raoul von Milly (1112 in Kalabrien belegt)